# Steve DeVries
Steve DeVries, né le 8 décembre 1964 à Cincinnati dans l'Ohio, est un ancien joueur de tennis professionnel américain.
DeVries a eu davantage de réussite en tant que joueur de double. Il a gagné un Masters 1000 en double à Indian Wells avec David Macpherson en 1992 et fut no 18 mondial de double en 1993.

## Palmarès
| Légende      |
| Masters 1000 |
| 500 Series   |
| 250 Series   |

### Titres en double messieurs
| No | Date       | Nom et lieu du tournoi                          | Catégorie              | Dotation    | Surface      | Partenaire       | Finalistes                     | Score         |          |
| -- | ---------- | ----------------------------------------------- | ---------------------- | ----------- | ------------ | ---------------- | ------------------------------ | ------------- | -------- |
| 1  | 02-03-1992 | Newsweek Champions Cup Indian Wells             | Championship Series SW | 1 075 000 $ | Dur (ext.)   | David Macpherson | Kent Kinnear Sven Salumaa      | 4-6, 6-3, 6-3 | Parcours |
| 2  | 27-04-1992 | AT&T Tennis Challenge Atlanta                   | World Series           | 235 000 $   | Terre (ext.) | David Macpherson | Mark Keil Dave Randall         | 6-3, 6-3      |          |
| 3  | 04-05-1992 | US Men's Clay Court Championship Charlotte (NC) | World Series           | 225 000 $   | Terre (ext.) | David Macpherson | Bret Garnett Jared Palmer      | 6-4, 7-6      |          |
| 4  | 28-09-1992 | Queensland Open Brisbane                        | World Series           | 235 000 $   | Dur (int.)   | David Macpherson | Patrick McEnroe Jonathan Stark | 6-4, 6-4      |          |

### Finales en double messieurs
| No | Date       | Nom et lieu du tournoi                     | Catégorie              | Dotation    | Surface         | Vainqueurs                      | Partenaire       | Score    |  |
| -- | ---------- | ------------------------------------------ | ---------------------- | ----------- | --------------- | ------------------------------- | ---------------- | -------- |  |
| 1  | 25-02-1991 | ABN AMRO World Tennis Tournament Rotterdam | World Series           | 450 000 $   | Moquette (int.) | Patrick Galbraith Anders Järryd | David Macpherson | 7-6, 6-2 |  |
| 2  | 14-10-1991 | Grand Prix de tennis de Lyon Lyon          | World Series           | 450 000 $   | Moquette (int.) | Tom Nijssen Cyril Suk           | David Macpherson | 7-6, 6-3 |  |
| 3  | 26-10-1992 | Stockholm Open Stockholm                   | Championship Series SW | 1 040 000 $ | Moquette (int.) | Todd Woodbridge Mark Woodforde  | David Macpherson | 6-4, 6-4 |  |
| 4  | 15-02-1993 | Stuttgart Indoor Stuttgart                 | Championship Series    | 2 125 000 $ | Moquette (int.) | Mark Kratzmann Wally Masur      | David Macpherson | 6-3, 7-6 |  |
| 5  | 16-08-1993 | Volvo International New Haven              | Championship Series    | 915 000 $   | Dur (ext.)      | Cyril Suk Daniel Vacek          | David Macpherson | 6-3, 7-6 |  |